# Серро-Бонете
Се́рро-Боне́те (ісп. Cerro Bonete) — гора на півночі провінції Ла-Ріоха, Аргентина, біля межі з провінцією Катамарка. Висота її вершини 6 759 м над рівнем моря (дані SRTM), що робить її четвертою за висотою горою Америки (після Аконкагуа, Охос-дель-Саладо і Монте-Піссіс).